# Bolchaïa Satka
La Bolchaïa Satka (Больша́я Са́тка, Grande Satka) est un cours d'eau de 88 km en Russie dans l'Oural du Sud. Cette rivière coule dans la partie occidentale de l'oblast de Tcheliabinsk. C'est un affluent gauche de la rivière Aï.

## Histoire

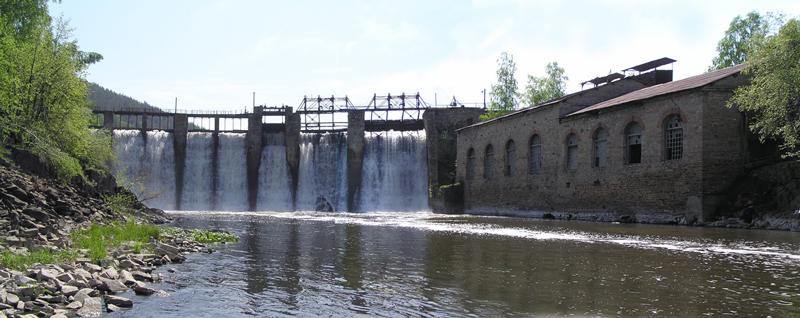
Barrage «Porogui».

Un barrage est construit en 1910, en aval de l'usine de Satka, sur la Bolchaïa Satka avec une petite centrale hydroélectrique à turbines, l'une des premières de Russie et qui est toujours en activité. Plus tard, elle prend le nom de centrale Porogui (Rapides), d'après le nom du petit village à côté.

## Géographie
La longueur de la rivière est de 88 km et son bassin est de 1 340 km2.
La Bolchaïa Satka rend sa source dans le lac Ziouratkoul dans l'oblast de Tcheliabinsk. Elle coule dans la partie minière et se jette dans l'Aï. Le long de son parcours, la rivière est alimentée par de nombreux ruisseaux. Elle a cinq affluents importants et cent sept petits affluents. Le plus important est la Malaïa Satka (Petite Satka) qui se jette à gauche à 51 km de la fin. Elle possède deux barrages, Satinskaïa et Porogui.
La Bolchaïa Satka baigne la ville de Satka. On peut naviguer sur la Bolchaïa Satka et le rafting est pratiqué en été: Il est préférable de commencer le rafting en aval de Satka et de le combiner avec du rafting sur la rivière Aï jusqu'à Lakly.

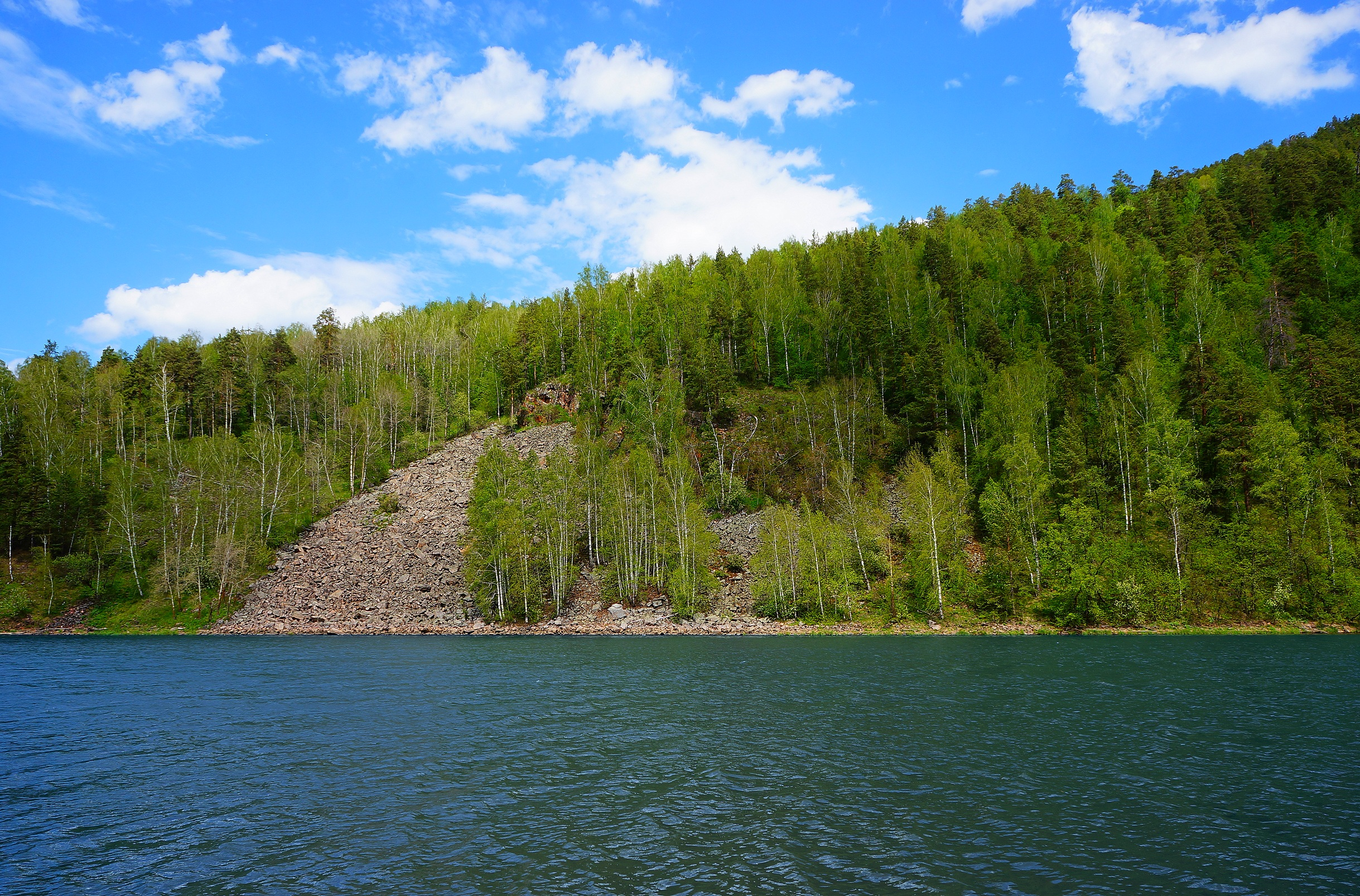
La Bolchaïa Satka.
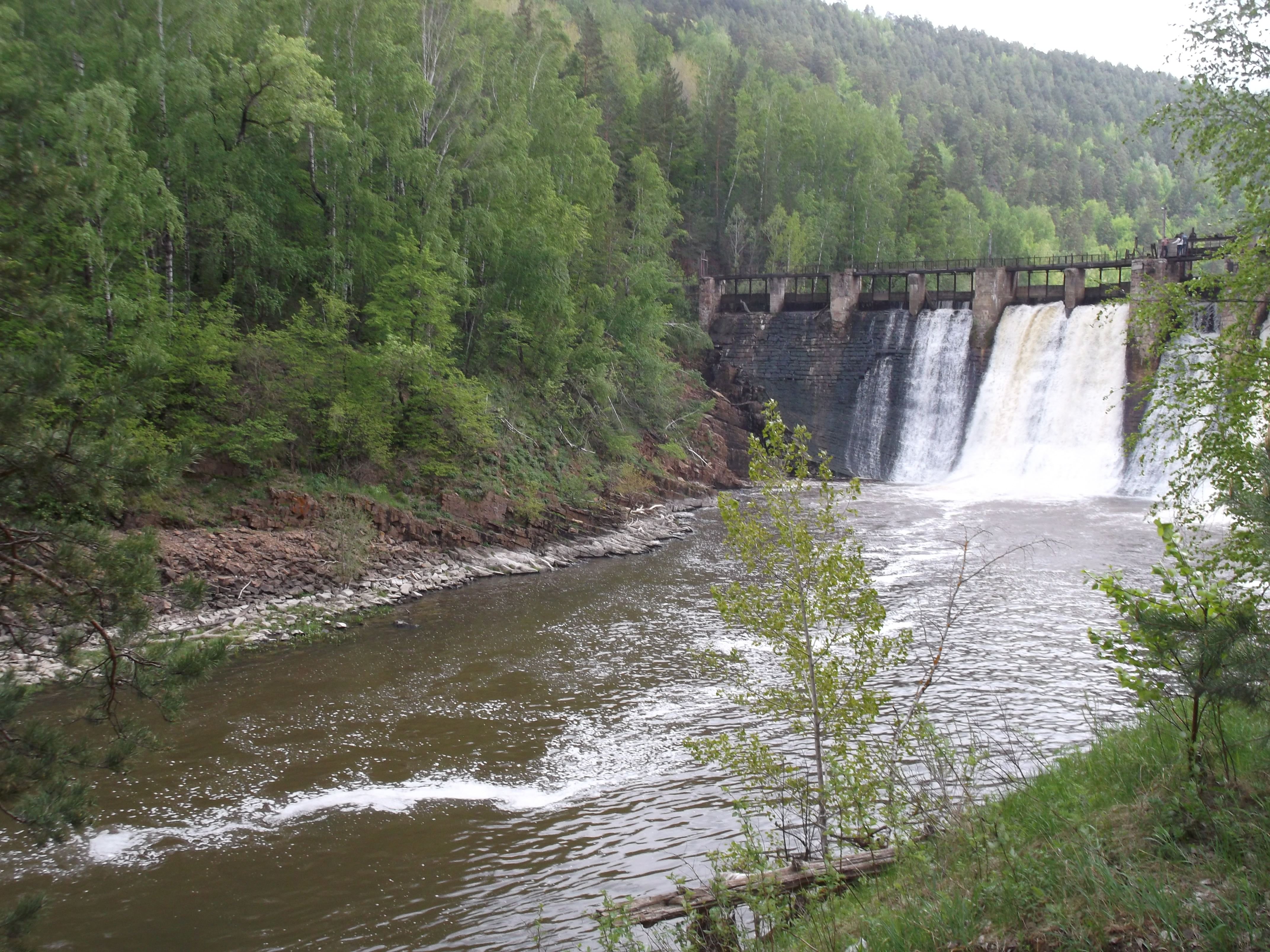
Le barrage de Porogui.
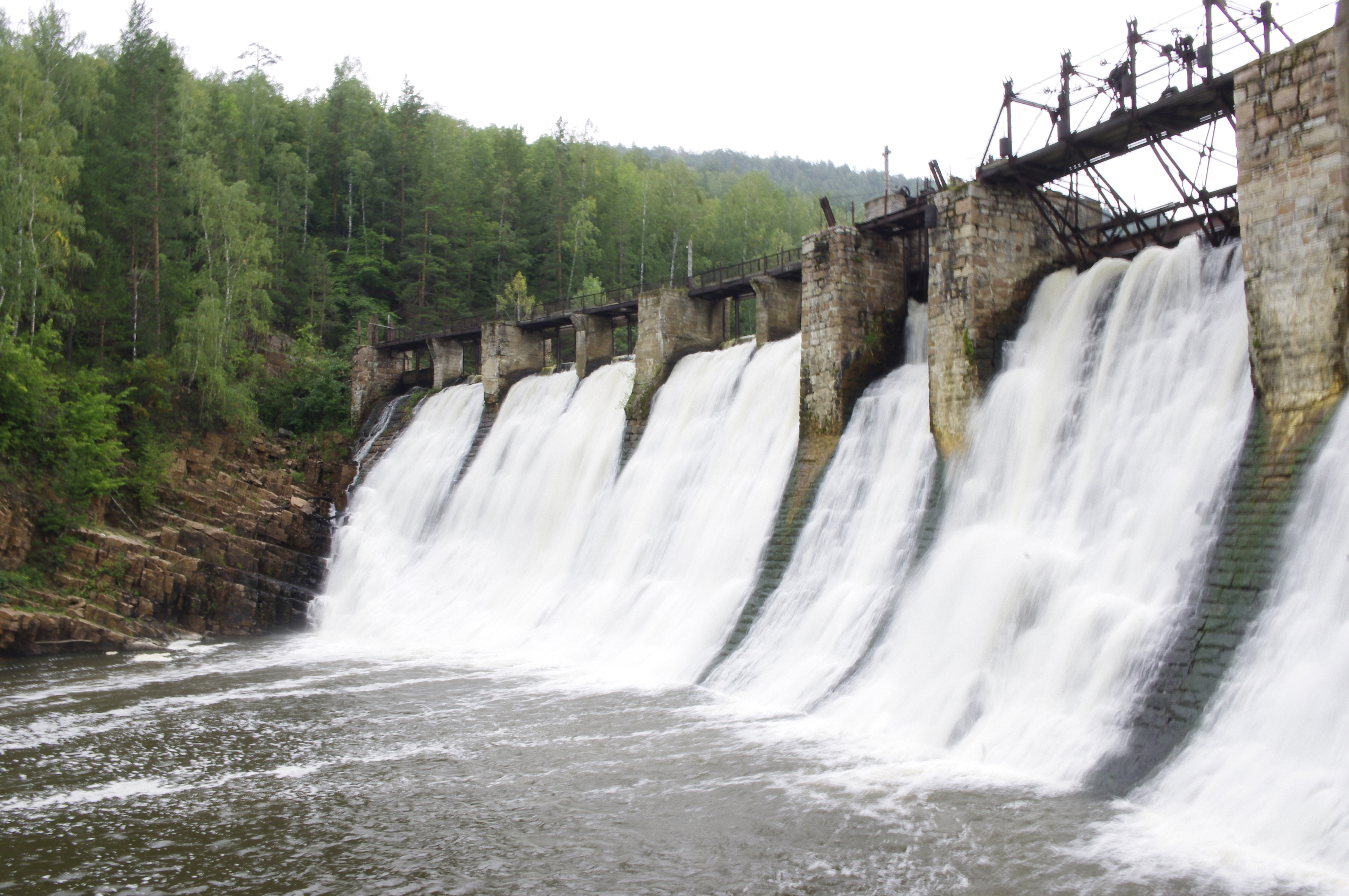
Chute du barrage.

## Principaux affluents
(distance indiquée de l'embouchure)
- 23 km: Pervaïa Belaïa
- 24 km: Bolchoï Berdiaouch
- 48 km: Pervaïa
- 51 km: Malaïa Satka
- 56 km: Tchiornaïa